# Gideon Fell
Dr Gideon Fell är en av den amerikanske detektivromanförfattarens John Dickson Carrs problemlösare. 
Dr Gideon Fell är engelsman, han figurerar i 23 romaner och ytterligare några noveller hos John Dickson Carr. Han presenteras utförligt för första gången i boken Häxgropen (Hag's nook) från 1933, som utspelas på den engelska landsbygden. 
Dr Gideon Fell är en pittoresk figur. Hans sätt, temperament och utseende sägs basera sig på författaren G. K. Chesterton.
John Dickson Carr presenterar honom som jovial, godmodig, temperamentsfull, egensinnig, intelligent, klok och mycket originell. Han har ett ganska särpräglat utseende, med väldiga mustascher, yvig hårman, tjocka glasögon, brett ansikte, stor slokhatt och en vid slängkappa och går med en eller två käppar. Han agerar och uttrycker sig på ett mycket personligt sätt. Han har ett bullrande skratt och är storväxt Han bor i Londons förorter eller på den engelska landsbygden.  
I den ofta ganska kusliga stämningen i böckerna upplevs Dr Fells personlighet och sätt som en motpol.
Den fryntlige Dr Fell presenteras som akademiker, lexikograf och kulturhistoriker med intresse i 1600-talets hovintriger, gamla folkseder, häxkonst och sällsamma mysterier och någon som har ett brinnande intresse för de gamla engelska dryckesvanorna. Även för sin egen del, som förtärning. Han arbetar på ett gigantiskt arbete Dryckesseder i England sedan forntiden med noggrann vetenskaplig forskning om ursprunget av olika uttryck, dryckesvisor, seder och alla deras aspekter. 
Han är även amatördetektiv som samarbetar ofta om nutida mysterier med Scotland Yard.
Han har löst många mordgåtor och andra underliga fall där det verkade vara omöjligt att utföra dessa eller ens förstå hur de har blivit begångna och genomförda. Doktorn är expert på det låsta rummets gåtor. Han har oftast en ung amerikan i sitt sällskap som är hans protegé och vän. Den unge amerikanen är oftast berättarrösten i romanerna.